# HD 203548
HD 203548，又名CD-4713796，SAO 230665、HR 8177，是一颗恒星，视星等为6.31，位于銀經352.92，銀緯-45.21，其B1900.0坐标为赤經21h 17m 41.9s，赤緯-47° -45.21′ 33″。